# Đuro Macut
Đuro Macut (en serbio: Ђуро Мацут; Belgrado, 22 de noviembre de 1963) es un endocrinólogo y académico serbio, que se desempeña como primer ministro de Serbia desde 2025.

## Biografía
Nacido en Belgrado, Macut se graduó de la Facultad de Medicina de la Universidad de Belgrado en 1989, obteniendo más tarde un doctorado de la institución. Primero trabajó como endocrinólogo e investigador, y más tarde se convirtió en profesor de medicina interna y endocrinología en la Facultad de Medicina en 2013. Aunque no es miembro de ningún partido político, Macut se convirtió en uno de los miembros fundadores del Movimiento Popular por el Estado, dirigido por el presidente Aleksandar Vučić, en 2025.
Tras la renuncia de Miloš Vučević como primer ministro de Serbia, se celebraron negociaciones para la formación del nuevo gobierno de Serbia.Aleksandar Vučić, el presidente de Serbia, nominó a Macut como titular del mandato del primer ministro de Serbia en la Asamblea Nacional de Serbia el 6 de abril de 2025. El gabinete de Macut fue elegido el 16 de abril, con 153 votos a favor.
El politólogo Dušan Spasojević y el analista Cvijetin Milivojević argumentaron que Macut carecería de autonomía como primer ministro en la toma de decisiones. Dejan Bursać, asociado del Instituto de Filosofía y Teoría Social de la Universidad de Belgrado, también argumentó que a pesar de la inclusión de varios académicos independientes en el gabinete de Macut, el gobierno seguiría siendo encabezado por el Partido Progresista Serbio debido a que mantienen posiciones en ministerios clave. Reuters informó que a pesar de su papel ceremonial, Vučić tendría una influencia significativa en el gobierno.